# Simon Sinek
Simon Oliver Sinek (Londra, 9 ottobre 1973) è uno scrittore e saggista inglese naturalizzato statunitense.

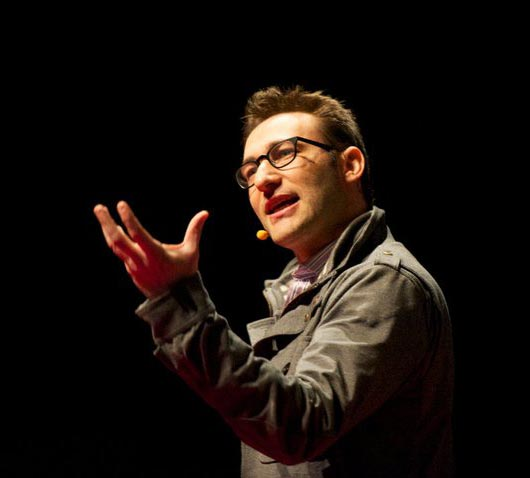
Simon Sinek (2011).

Motivatore e consulente di marketing, è autore di diversi libri sui temi della comunicazione e della leadership fra cui i best seller Start With Why e Leaders Eat Last.

## Formazione ed educazione
Sinek è nato a Londra ed è cresciuto a Johannesburg, Londra e Hong Kong prima di stabilirsi negli USA. Si è diplomato nella Northern Valley Regional High School at Demarest nel 1991. Ha studiato Legge alla London City University, senza conseguire la laurea, e ne ha invece ottenuto successivamente un'altra in antropologia culturale alla Brandeis University.

## Carriera
Sinek ha iniziato la sua carriera in agenzie di pubblicità di New York quali Euro RSCG and Ogilvy & Mather per poi avviare una propria compagnia, Sinek Partners.

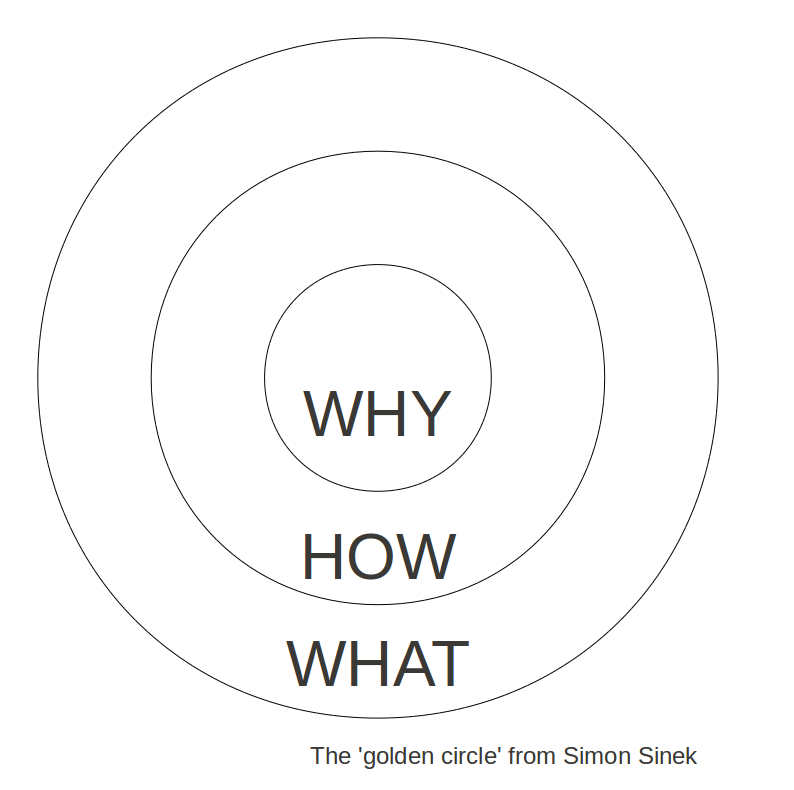
Il cerchio d'oro con cui Simon Sinek descrive la prospettiva di influenza di leader e organizzazioni di successo.

Ha scritto 5 libri, tra cui due best seller. Il suo primo libro, Start With Why è stato pubblicato nell'ottobre del 2009, ma in seguito ai suoi interventi in video ha poi avuto un ritorno di pubblico tanto da divenire un best seller del settore nel 2017. Il secondo, Leaders Eat Last, rientrò tra i best seller del Wall Street Journal and The New York Times.
Come motivatore, Sinek ha realizzato interventi presso The UN Global Compact Leaders Summit e al TED conference, con un intervento che è risultato il 3° più visto di sempre.
È istruttore di comunicazione strategica al master della Columbia University, membro ausiliario della RAND Corporation.

## Teorie
Con la simbolizzazione del cerchio d'oro, Sinek paragona la struttura del cervello, con le diverse aree decisionali, alle motivazioni all'azione. La neocorteccia viene associata al "cosa", ed è responsabile dei pensieri razionali ed analitici e del linguaggio; le altre due sezioni formano il sistema limbico, che è responsabile dei sentimenti, nonché del comportamento e delle decisioni
Quindi comunicando dal "cosa" possiamo trasmettere una vasta serie d’informazioni, anche complicate, senza però che questo arrivi a guidare il comportamento di chi ci ascolta. Comunicando invece dal "perché" entriamo in contatto col sistema limbico, dal quale provengono le decisioni d’istinto. Ed è questo secondo obiettivo quello che imprenditori o leader, a cui Sinek si rivolge, vogliono ottenere.
Secondo la sua visione la funzione di un leader è quella di ispirare. "I grandi leader sanno ispirare le persone all’azione. Essere capaci di ispirare significa dare agli altri uno scopo o un senso di appartenenza che non ha nulla a che fare con incentivi esterni o vantaggi da conquistare".
E ciò andando a colmare una diffusa lacuna secondo cui "ogni organizzazione o persona sa cosa fa, molti sanno come lo fanno, ma davvero pochi conoscono il perché di ciò che fanno".
Tradotto in un'ottica di marketing alla base dell’approccio sviluppato da Sinek vi è l’idea che la gente non “compri” ciò che una persona/azienda fa, bensì “compri il motivo" per cui l'azienda fa quella cosa.
In tema di organizzazione aziendale ha promosso una visione meno controllante dell'azienda con una revisione del sistema della Delega, ritenendo che essa si debba fondare su una relazione reale ed approfondita anziché ridursi ad una suddivisione di responsabilità.

### Generazione Y
A dicembre 2016 Sinek è intervenuto al TED talks Inside Quest di Tom Bilyeu in cui ha esposto la sua teoria sui Millennials e sui problemi generazionali da loro affrontati una volta inseriti in ambiente lavorativo.
Il discorso di Sinek sui Millennials descrive alcuni dei fenomeni e delle caratteristiche più comuni che interessano questa generazione, accusati di essere "difficili da gestire, pensano che gli sia tutto dovuto, narcisisti ed egoisti, dispersivi e pigri".
Per Sinek, i Millennials spesso si trovano nella condizione di avere tutto ciò che vorrebbero avere, ma ad essere ugualmente infelici e questo perché vi sono quattro fattori che hanno influenzato la crescita di coloro che fanno parte di questa generazione e che hanno avuto delle conseguenze ben precise.
Il primo fattore sono le "strategie fallimentari di educazione familiare" che sono state caratterizzate dal fatto che i Millennials sono cresciuti sentendosi dire che erano speciali e che "potevano avere tutto ciò che volevano dalla vita, solo perché lo volevano". Questo ha avuto l'effetto di non averli preparati alla vita reale, in cui puoi fare affidamento solo su te stesso e dove scopri che tutto ciò non è reale.
Un altro fattore è la tecnologia, che si è diffusa sempre più negli ultimi anni e che crea forte dipendenza perché permette al nostro corpo di rilasciare dopamina, la stessa che si crea fumando, bevendo o scommettendo. La tecnologia, però, può essere utilizzata da tutti, soprattutto dagli adolescenti.
Questo comporta che, in un periodo di alto stress come quello dell'adolescenza, i giovani si rivolgano alla tecnologia per far sì che il loro corpo produca dopamina e questo li rende dipendenti, tanto che nel corso della loro vita continueranno a rivolgersi alla tecnologia nei momenti di stress.
Tutto ciò si ripercuote sulle loro capacità relazionali, rendendoli incapaci di creare dei veri e propri rapporti con le persone, ma solo relazioni superficiali e su cui non fanno affidamento.
Il terzo fattore è il senso di impazienza dovuto al fatto di crescere in un mondo di gratificazioni istantanee, senza dover mai attendere nulla, ma ottenendo tutto ciò che vogliono con un solo click. Questo crea in loro un grande senso di frustrazione nel momento in cui devono ottenere dei risultati che necessitano di pazienza, come molte delle cose importanti della vita (ad esempio, l'amore o le gratificazioni lavorative).
L'ultimo fattore è il contesto: quando i Millennials si trovano in un ambiente aziendale, per esempio, devono scontrarsi con tutte le difficoltà che questo comporta e che sicuramente non li aiuta a raggiungere un equilibrio, oltre a costringerli ad affrontare alcune delle loro lacune in termini relazionali ed emotivi.
Questi sono i fattori che determinano la loro insoddisfazione che secondo Sinek non è una loro colpa, ma dell'epoca in cui sono cresciuti e in cui vivono che li fa convivere continuamente con un senso di frustrazione e infelicità.

## Critiche
Da brillante oratore Sinek ottiene spesso un grande consenso in tempo rapido ma vi sono molti critici riguardo al suo pensiero o alle sue esposizioni. Forbes ad esempio ha pubblicato un articolo di Ken Krogue che molto solennemente afferma, in seguito argomentando, "Great salespeople always start with Who.Then they move to Why, What, and How. And then eventually to When, and How Much (I grandi venditori iniziano sempre con Chi. Poi passano a Perché, Cosa e Come. E poi alla fine a quando, e quanto). Egli evidenzia cioè come la tesi di Sinek trascuri completamente l'autorità dell'imprenditore/comunicatore, che secondo Krogue si colloca invece a monte del "Why".
Jon Mertz invece ha analizzato l'intervento sui Millennials a Inside Quest, criticando le grosse generalizzazioni operate da Sinek per definire i Millennials. Riguardo alla dipendenza dai social, Mertz evidenzia come in realtà i dati dimostrino che i più giovani riescono meglio ad interagire con questi strumenti e gestirli meglio rispetto alle persone di mezza età, anche nella pratica del "disconnettersi". Anche sulla presunta incapacità di rimanere a lungo in una azienda, Mertz fornisce dati in senso opposto.
Jared Buckley sull'Huffington Post è intervenuto per ribadire come quanto affermato da Sinek nel celebre intervento video divenuto virale "Millennials in workspace" sia solo ed esclusivamente costituito da interpretazioni e convinzioni personali dello stesso Sinek, e quindi prive di fondamento e riscontro, prima fra tutte quelle che i Millennials sarebbero coloro nati dopo il 1984.

## Libri e Pubblicazioni
- Simon Sinek, Start With Why: How Great Leaders Inspire Everyone to Take Action, 2009, ISBN 978-1-59184-644-4.
- Simon Sinek, Leaders Eat Last: Why Some Teams Pull Together and Others Don't, 2014, ISBN 978-1-59184-532-4.
- Simon Sinek, Together Is Better: A Little Book of Inspiration, 2016, ISBN 978-1-59184-785-4.[17]
- Simon Sinek, Find Your Why: A Practical Guide for Discovering Purpose for You and Your Team, 2017, ISBN 978-1-101-99298-2.
- Simon Sinek, The Infinite Game, 2018, ISBN 978-0-7352-1350-0.